# الفقر الطاقي والطبخ
من جوانب الفقر الطاقي عدم إتاحة الحصول على تقنيات وقود نظيفة وحديثة للطبخ. وفقًا لإحصاءات عام 2020، أكثر من 2.6 بليون شخص في الدول النامية يطبخ عادةً بأنواع وقود كالحطب، وروث الحيوانات، والفحم، والكيروسين. حرق أنواع الوقود هذه على شكل حرق مفتوح أو في أفران تقليدية يؤدي إلى تلوث الهواء في المنازل، ما يسبب تقديريًا 3.8 مليون حالة وفاة سنويًّا وفق منظمة الصحة العالمية، ويساهم في عدة أنواع من المشاكل البيئية والاجتماعية-الاقتصادية والصحية.
من الأولويات المرتفعة للتنمية المستدامة في العالم إتاحة معدات الطبخ النظيف للجميع بأسعار معقولة. تعتبر معدات الطبخ «نظيفةً» إذا كانت الانبعاثات التي تسببها من أحادي أكسيد الكربون والمادة المعلقة الناعمة دون مستويات معينة تحددها منظمة الصحة العالمية.
تعتبر المواقد والتجهيزات المنزلية التي تعمل على الكهرباء، أو غاز البترول السائل، أو الغاز الطبيعي المضخوخ في الأنابيب، أو الوقود الحيوي (البيوغاز)، أو الكحول، أو حرارة الشمس نظيفةً. مواقد فحم الكوك المحسنة التي تحرق الكتلة الحيوية بشكل أكثر كفاءةً من المواقد التقليدية مهمة كحلول مؤقتة في المناطق التي من غير المجدي فيها تطبيق تقنيات أنظف. سيكون لإتاحة استخدام تجهيزات الطبخ النظيفة للجميع منافع كبيرة لحماية البيئة والمساواة بين الجنسين.

## مشاكل مع وقود الطبخ التقليدي
وفق بيانات عام 2020، يعتمد أكثر من 2.6 بليون شخص في الدول النامية على حرق وقود الكتلة الحيوية الملوثة كالحطب، أو الروث الجاف، أو الفحم الحجري، أو الكيروسين للطبخ، ما يؤدي إلى تلوث مؤذٍ لهواء المنازل ويساهم أيضًا في تلوث الهواء الخارجي. تقدر منظمة الصحة العالمية أن التلوث المتعلق بالطبخ يسبب 3.8 مليون حالة وفاة سنويًّا في العالم. ولأسباب غير واضحة، فقد قدرت دراسة عبء الأمراض العالمي عدد الوفيات في عام 2017 بنحو 1.6 مليون وفاة.
يحتوي دخان الوقود الصلب على آلاف المواد، والعديد منها خطر على صحة البشر. أكثر هذه المواد من حيث فهمنا لتأثيرها أحادي أكسيد الكربون؛ والمواد الصغيرة المعلقة؛ وأكسيد النيتروس؛ وأكاسيد الكبريت؛ وعدد من المركبات العضوية المتطايرة، بما فيها الفورمالدهيد، والبنزين، و1,3بوتادين؛ والمركبات العطرية متعددة الحلقات، كالبنزو-إيه-بيرين، والتي يظن أن لها آثار صحية طويلة وقصيرة الأمد معًا.
يضاعف التعرض لتلوث الهواء المنزلي تقريبًا خطر مرض ذات الرئة عند الأطفال وهو مسؤول عن 45 بالمئة من كل حالات وفيات ذات الرئة للأطفال دون سن الخامسة. تظهر الأدلة الجديدة أن تلوث الهواء المنزلي أيضًا من العوامل الخطرة المؤدية للساد، وأنه السبب الرئيسي للعمى في البلدان ذات الدخل المتوسط المنخفض، ولانخفاض الوزن عند الولادة. الطبخ بالنار المفتوحة أو المواقد غير الآمنة من الأسباب الأساسية للحروق عند النساء والأطفال في البلدان النامية.
تتركز الأخطار الصحية بين النساء، وذلك لشيوع مسؤوليتهن أكثر عن الطبخ، وبين الأطفال الصغار. يعرض عمل جمع الوقود النساء والأطفال لمخاطر صحية وكثيرًا ما يستهلك 15 ساعة أو أكثر في الأسبوع، ما يحد الوقت المتح لهم لأجل التعلم والراحة والعمل المأجور. على النساء والبنات في الكثير من الأحيان السير لمسافات طويلة للحصول على وقود الطبخ، وكنتيجة لذلك فهن يوجهن مخاطر أكبر بالتعرض لعنف جسدي وجنسي. قد لا يذهب العديد من الأطفال، وخصوصًا من الإناث، إلى مدارسهم لمساعدة أمهاتهم في جمع الحطب وتحضير الطعام. يمكن أن ينتج أذىً مؤثر على البيئة، كالتصحر، بسبب حصاد الخشب والمواد الأخرى القابلة للاشتعال.